# 1725 au Canada
Pour un article plus général, voir Chronologie du Canada.
Cet article traite des événements qui se sont produits durant l'année 1725 au Canada.

## Événements

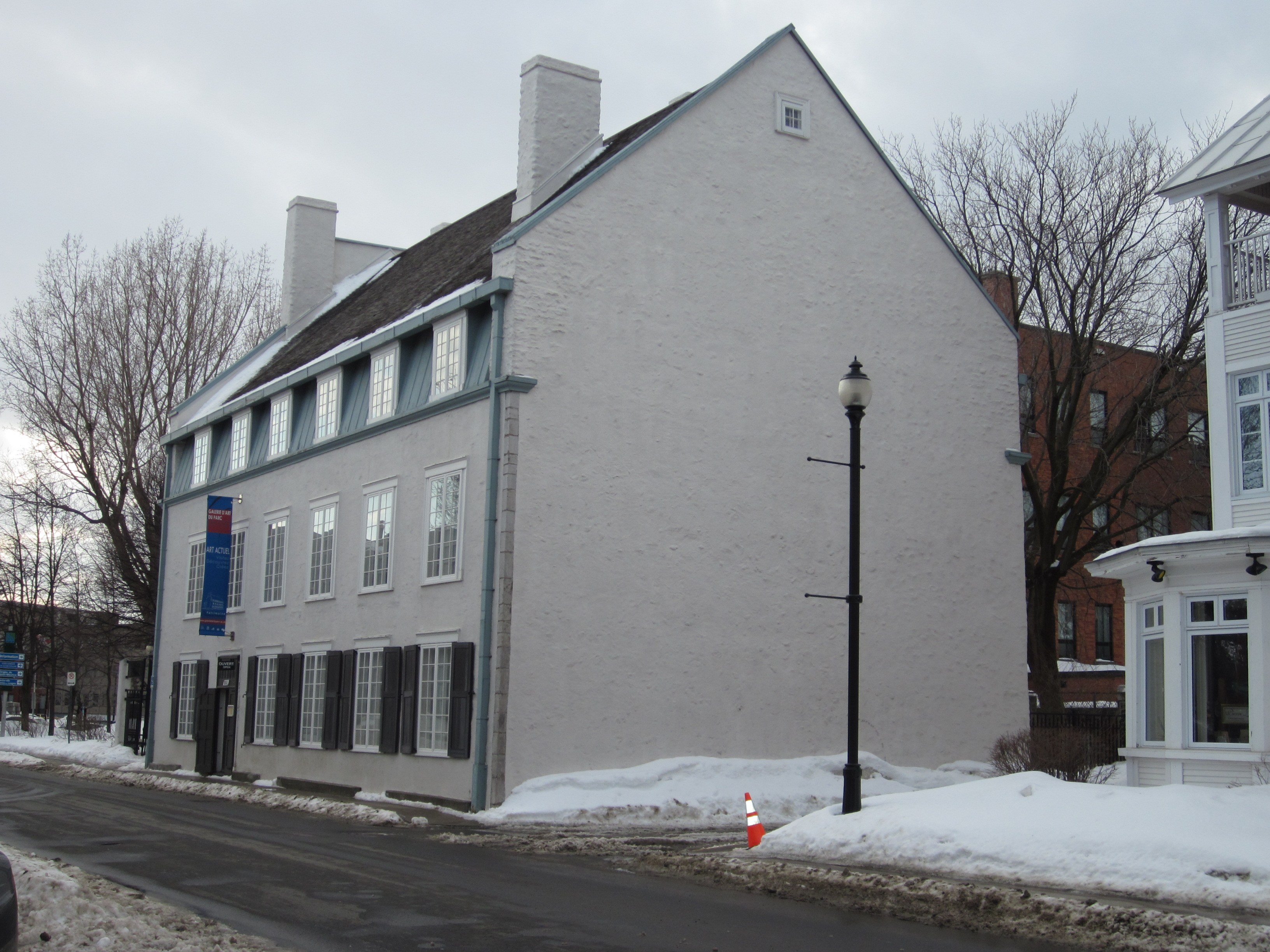
Manoir de Tonnancour à Trois-Rivières construit en 1725

- 19 mai (8 mai du calendrier julien) : le capitaine John Lovewell et le chef des Pequawkets Paugus sont tués à la bataille de Pequawket, qui marque la fin de la guerre anglo-wabanaki[1]. Les Anglais gagnent sur les Abénakis du Maine actuel et de l'Acadie. Les Français n'ont pas pris part à cette guerre mais ils ont pu offrir un soutien à leurs alliés traditionnels les Abénakis.
- 28 août : naufrage du navire Chameau près de Louisbourg. 316 personnes périssent[2].
- 10 octobre : Charles II Le Moyne devient administrateur général de la Nouvelle-France à la suite du décès du gouverneur Vaudreuil[3].
- Construction du Fort Michipicoton au Lac Supérieur[4]
- Construction du Fort du Sault Saint-Louis à Kahnawake
- Le missionnaire Armand de La Richardie est envoyé à la mission de Lorette dans le Manitoba actuel[5].
- Ouverture de la concession Saint-Pierre à la colonisation au sud de Montréal. Ce lieu allait devenir la ville de Saint-Constant
- Le jésuite Pierre-Michel Laure s'établit et installe le poste de Chicoutimi.

## Naissances
- 5 janvier : François Le Guerne, prêtre († 6 décembre 1789).
- 23 octobre : Thomas Graves (1er baron Graves), militaire et gouverneur de Terre-Neuve († 9 février 1802).
- 1er décembre : Charles Gabriel Sivert, militaire et administrateur colonial († 5 janvier 1791).
- Robert Prescott, gouverneur du Bas-Canada († 21 décembre 1815).
- Juan José Pérez Hernández, explorateur († 3 novembre 1775).

## Décès

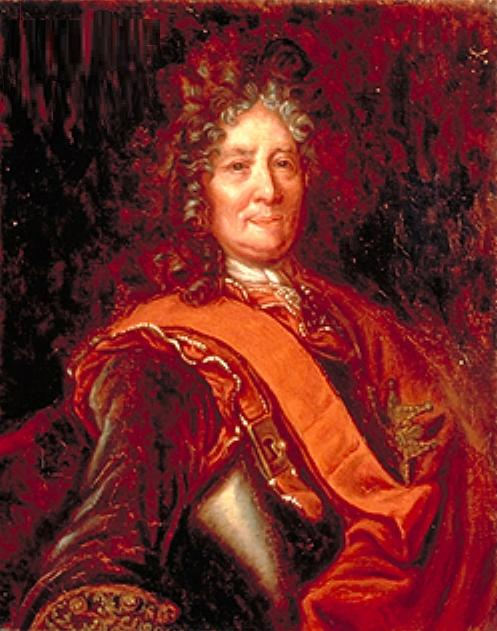
Philippe de Rigaud de Vaudreuil

- 28 août : Louis de La Porte de Louvigné, militaire (° 1662).
- 28 août : Henri de Chazel, nouvel intendant de la Nouvelle-France. Il est décédé avant d'entrer en fonction dans le naufrage du Chameau (° 31 janvier 1665).
- 10 octobre : Philippe de Rigaud de Vaudreuil, gouverneur de la Nouvelle-France (° 1643).
- Hovenden Walker, amiral britannique qui prit part à l'Expédition Walker.
- Paugus, chef abénaki.